# إيفيلين فرنسيسكو
إيفيلين فرنسيسكو (بالإنجليزية: Evelyn Francisco) هي ممثلة أمريكية، ولدت في 13 أغسطس 1904 في ليتل روك في الولايات المتحدة، وتوفيت في 27 يناير 1963 في كورونا في الولايات المتحدة.

## وصلات خارجية
- إيفيلين فرنسيسكو على موقع IMDb (الإنجليزية)
- إيفيلين فرنسيسكو على موقع أول موفي (الإنجليزية)
- إيفيلين فرنسيسكو على موقع قاعدة بيانات الأفلام السويدية (السويدية)
- إيفيلين فرنسيسكو على موقع قاعدة بيانات الفيلم (الإنجليزية)
- إيفيلين فرنسيسكو على موقع كينوبويسك (الروسية)